# 翟青
翟青（1964年1月—），山西长治人。中国共产党党员。在职研究生学历，经济学博士学位。历任国家发改委处长、助理巡视员，国家经贸委副司长，国家发改委巡视员，环境保护部污染防治司司长、规划财务司司长、党组成员等职。2013年2月升任环境保护部副部长，2018年3月任新组建的生态环境部副部长。